# سدوم و عموره (داستان)

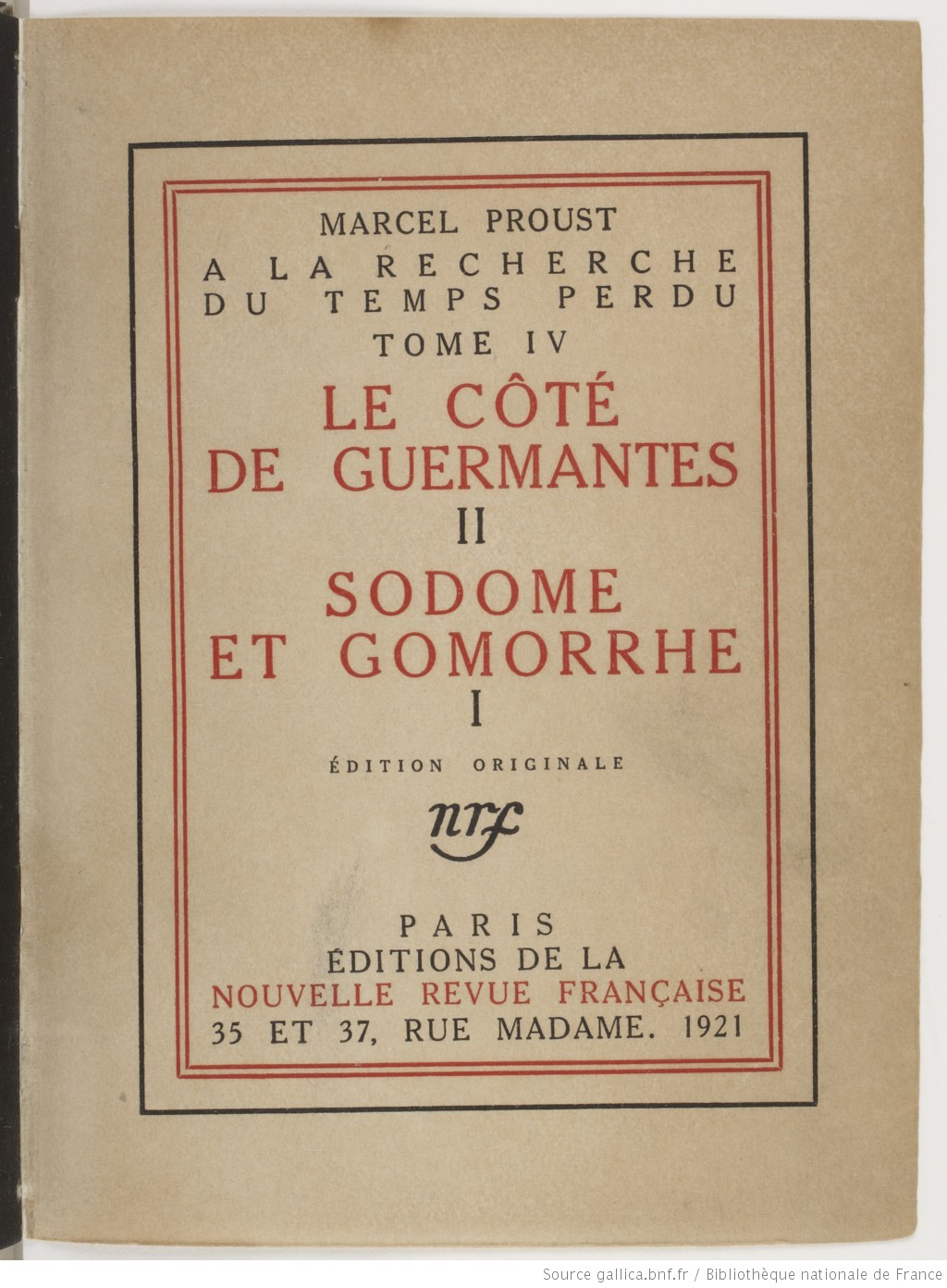
جلد کتاب À la recherche du temps perdu، جلد چهارم، نوشته مارسل پروست، نسخه اصلی ۱۹۲۱: Le Côté de Guermantes (II) و Sodome et Gomorrhe (I).

سدوم و عموره جلد چهارم از در جستجوی زمان از دست رفته نوشته مارسل پروست است که جلد نخست آن در ۱۹۲۱ و سپس دومین آن  در ۱۹۲۵ از سوی انتشارات گالیمار به چاپ رسید. 

## چکیده داستان
در این جلد راوی از همجنس گرا بودن شارلوس آگاه می‌شود.

## برگردان چکیده
دلباختگی سبب زیر و رو شدن بستر خاکی اندیشه می‌شود. در اندیشه آقای شارلوس که، چند روز پیش، به دشتی بسیار هموار و یکدست می مانست و او در دوردست‌هایش هم از فرود تا فراز اندک گمانی را نمی توانست به چشم ببیند، ناگهان رشته کوههای بلند و استواری به سختی سنگ، و از سنگی تراشی خورده، سر بر داشته بود، چنان‌که گویا پیکرتراشی، به جای بردن سنگ مرمر از کوه، آن را در جا تراشیده، و پیکره‌های بسیار بزرگی تنگانگ در کنار هم ایستاده از ترس، رشک بری، کنجکاوی، هوس، بیزاری، رنج، غرور، ترسناکی، و دلباختگی بر جای گذاشته باشد.     

## پوشانها
- مشارکت‌کنندگان ویکی‌پدیا. «Sodome et Gomorrhe». در دانشنامهٔ ویکی‌پدیای فرانسوی، بازبینی‌شده در ۲۶ اکتبر ۲۰۱۴.